# Catonvielle
Catonvielle település Franciaországban, Gers megyében. Lakosainak száma 105 fő (2022. január 1.). Catonvielle Escornebœuf, Razengues, Roquelaure-Saint-Aubin és Saint-Germier községekkel határos.

## Népesség
A település népességének változása:
| Lakosok száma | 73   | 74   | 73   | 82   | 110  | 102  | 97   | 92   | 96   | 105  |
|               | 1968 | 1982 | 1990 | 2006 | 2013 | 2015 | 2017 | 2019 | 2020 | 2022 |